# Nitinol
A nikkel-titán vagy más néven nitinol egy nikkelből és titánból álló fémötvözet. A két elem nagyjából egyenlő arányban fordul elő a keverékben, a titán tömegszázalékos koncentrációjától függően Nitinol-55, Nitinol-60 stb. néven illetik.
A nikkel-titán ötvözetekre két egyedülálló, egymással szorosan összefüggő tulajdonság jellemző: az alakemlékező effektus (shape memory effect, SME) és a szuperhajlékonyság (superelasticity, SE). Az alakemlékezés arra teszi alkalmassá az ötvözetet, hogy ha egy bizonyos hőmérsékleten alakítjuk, formáljuk, a "transzformációs hőmérséklete" fölé emelve visszanyeri deformálatlan alakját. Szuperrugalmassága nem sokkal e hőmérséklet fölött jelentkezik. Ekkor a fém elképesztő rugalmasságot mutat, egy közönséges fémnél tízszer, vagy akár harmincszor könnyebben hajlik.

## Története
A nitinol szóösszetétel az öntvény komponenseire és a felfedezésének helyére utal: Nikkel Titán-Naval Ordnance Laboratory. William J. Buehler és Frederick Wang fedezte fel különleges tulajdonságait 1959-ben. Buehler egy olyan rakétaorr kifejlesztésén dolgozott, amely hő-, ütés- és időálló. Rájött, hogy a nikkel 55% és titán 45% arányú ötvözete eleget tenne a feltételeknek, és a laboratórium vezetőségének egy 1961-es gyűlésén ezt be is mutatta. Egy harmónika alakúra hajtogatott mintát körbe is adott, amit minden résztvevő kedvére alakíthatott, görbíthetett. Egyikük a pipagyújtójával felhevítette a darabot, amely mindenki meglepetésére kifeszülj és visszanyerte eredeti alakját.
Bár ötletek azonnal születtek az új találmány lehetséges hasznosítására, kereskedelmi forgalomba hozatalára csak egy évtizeddel később került sor. Ez a késés főleg a keverék megolvasztásakor, feldolgozásakor és megmunkálásakor adódott rendkívüli nehézségek miatt történt. Ezek az erőfeszítések hatalmas pénzügyi gondokat jelentettek, amiket az 1990-es évekig nem is tudtak kiküszöbölni.
Magát az alakemlékező tulajdonságot már 1932-ben felfedezte a svéd kémikus, Arne Ölander arany-kadmium ötvözetek tanulmányozásakor. Réz-cink (sárgaréz) öntvényeknél is hasonló effektust figyeltek meg az '50-es évek elején.

## Mechanizmusa

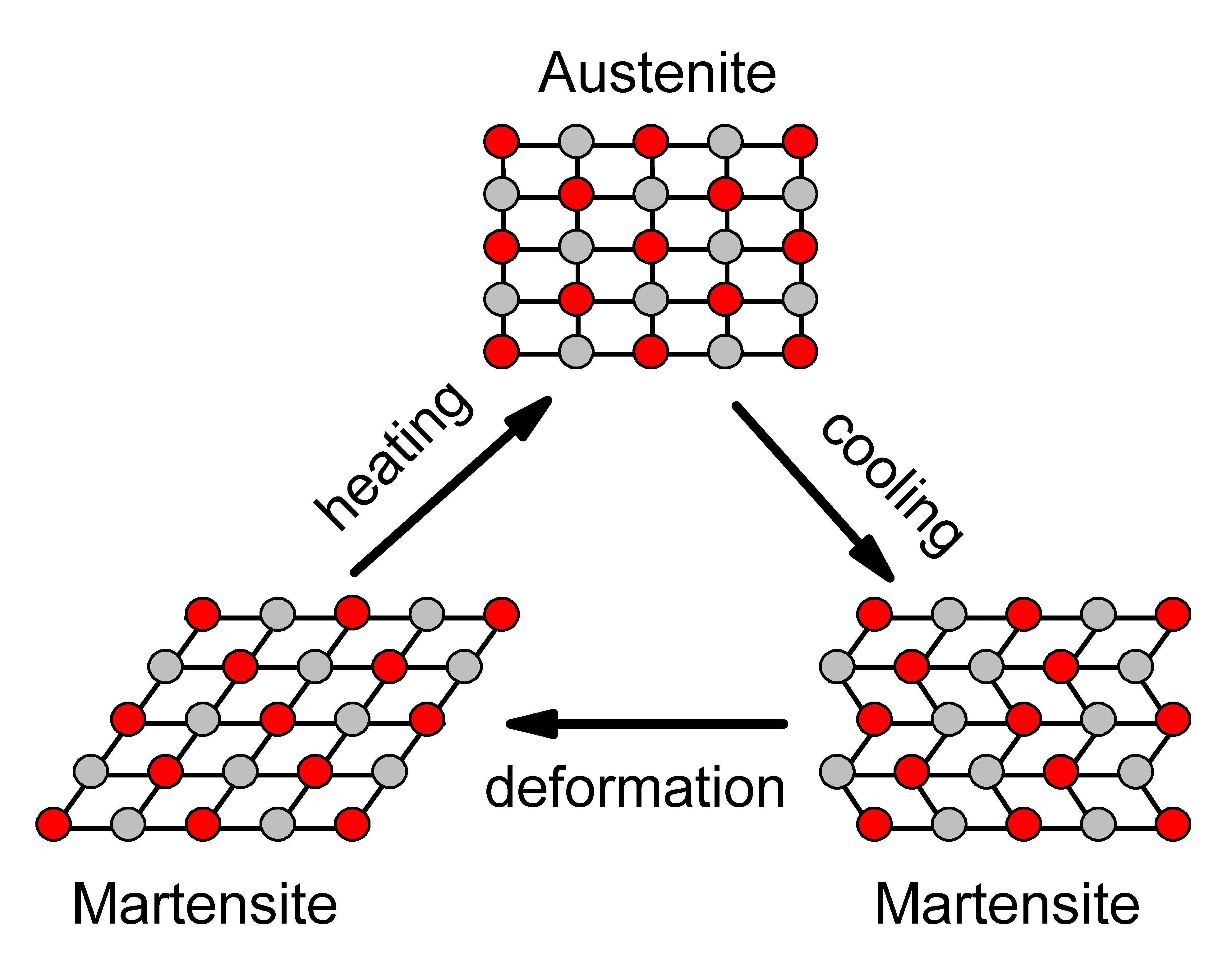
2D view of nitinol's crystalline structure during cooling/heating cycle

A nitinol szokatlan tulajdonságai egy 69–138 MPa mechanikai feszültséget igénylő martenzites transzformációként ismert szilárd halmazállapotú reverzibilis átalakulásnak köszönhetőek két különböző martenzit kristályfázis között.
Magas hőmérsékleten a nitinol köbös szerkezetű, erre a formára gyakran ausztenitként hivatkoznak (ezt néha anyafázisnak nevezik). Alacsonyabb hőmérsékleten spontán átalakul a tércentrált, tetragonális kristályszerkezetű martenzitté (leányfázis). Az a hőmérséklet, amelyen az ausztenit martenzitté válik az ún. transzformációs hőmérséklet.

## Alkalmazások
Huzal és cső formában kereskedelemben kapható termékek. Magyarországon elsősorban orvosi alkalmazásairól jelentek meg sebészeti beszámolók .